# Oedignatha proboscidea
Oedignatha proboscidea is een spinnensoort uit de familie van de bodemzakspinnen (Liocranidae).
De wetenschappelijke naam van de soort werd in 1913 als Corinna proboscidea gepubliceerd door Embrik Strand.